# Vovcikiv, Pereiaslav-Hmelnițki
Vovcikiv (în ucraineană Вовчків) este o comună în raionul Pereiaslav-Hmelnițki, regiunea Kiev, Ucraina, formată numai din satul de reședință.

## Demografie
Componența lingvistică a comunei Vovcikiv
     Ucraineană (98,86%)
     Alte limbi (1,14%)
Conform recensământului din 2001, majoritatea populației comunei Vovcikiv era vorbitoare de ucraineană (98,86%), existând în minoritate și vorbitori de alte limbi.